# Zonsverduistering van 17 december 2066

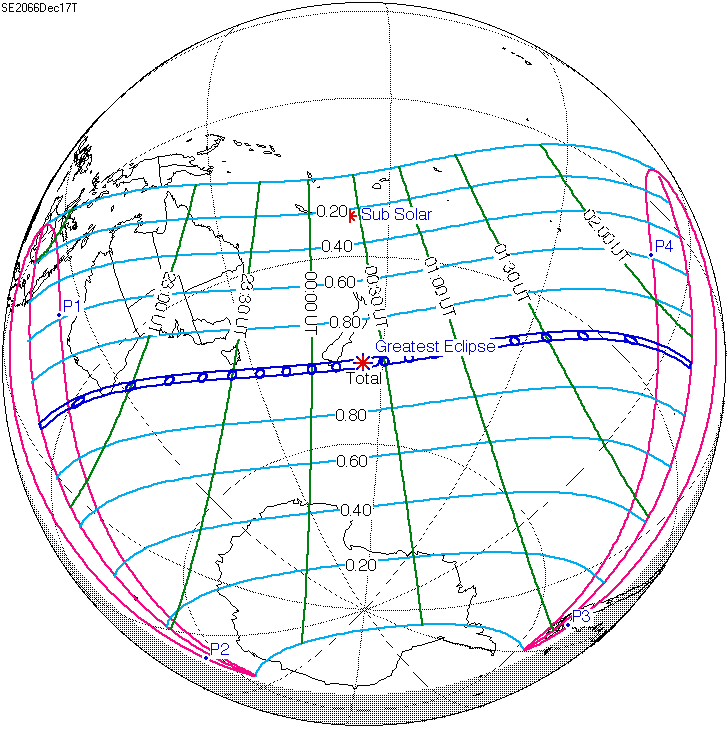
De totale zonsverduistering vindt plaats tussen de blauwe lijnen.

De totale zonsverduistering van 17 december 2066 zal achtereenvolgens te zien zijn in de volgende twee landen: Australië en Nieuw-Zeeland.

## Lengte

### Maximaal
Het punt met maximale totaliteit ligt op zee ten zuidoosten van Nieuw-Zeeland en duurt 3m14,4s.

### Limieten
| Fenomeen                    | Code | Tijdstip UTC |
| --------------------------- | ---- | ------------ |
| Eerste contact bijschaduw   | P1   | 21:47:45.5   |
| Eerste contact kernschaduw  | U1   | 22:46:08.4   |
| Kernschaduw compleet vanaf  | U2   | 22:47:37.2   |
| Bijschaduw compleet vanaf   | P2   | 23:59:08.2   |
| Maximum eclips              | GE   | 00:21:27.3   |
| Bijschaduw compleet t/m     | P3   | 00:43:50.7   |
| Kernschaduw compleet t/m    | U3   | 01:55:17.9   |
| Laatste contact kernschaduw | U4   | 01:56:48.7   |
| Laatste contact bijschaduw  | P4   | 02:55:08.0   |